# Ocneria eos
Ocneria eos is een vlinder uit de familie van de spinneruilen (Erebidae), onderfamilie donsvlinders (Lymantriinae). De wetenschappelijke naam van de 
soort is voor het eerst geldig gepubliceerd in 1962 door Reisser.
Deze nachtvlinder komt voor in Europa.